# Chapelle Notre-Dame-de-l'Espérance de Pontarlier
Pour les articles homonymes, voir Chapelle Notre-Dame-de-l'Espérance.
La chapelle Notre-Dame-de-l'Espérance est une chapelle située sur la commune de Pontarlier dans le département du Doubs en France.

## Historique
La chapelle Notre-Dame-de-l'Espérance a été inaugurée en 1861 en remerciement à la Vierge Marie pour avoir épargné à la ville l'épidémie de choléra de 1854.
La chapelle est recensée dans la base Mérimée à la suite du récolement de 1978.

## Situation géographique
Elle est située sur le mont Molar, petite colline, qui domine Pontarlier de 60 mètres de dénivelé.

## Description
C'est un petit édifice de 7 mètres sur 5, de style néo-gothique due à l'architecte Louis Irénée Girod. Elle est surmontée d'une statue de la Vierge à l'enfant, sculptée par Favier, mise en place en 1862. Abattue par la foudre en 2005, une copie à l'identique est remise en place en 2009.
Le couvrement intérieur est constitué d'une voûte d'arêtes et de voûtes d'ogives.

## Images

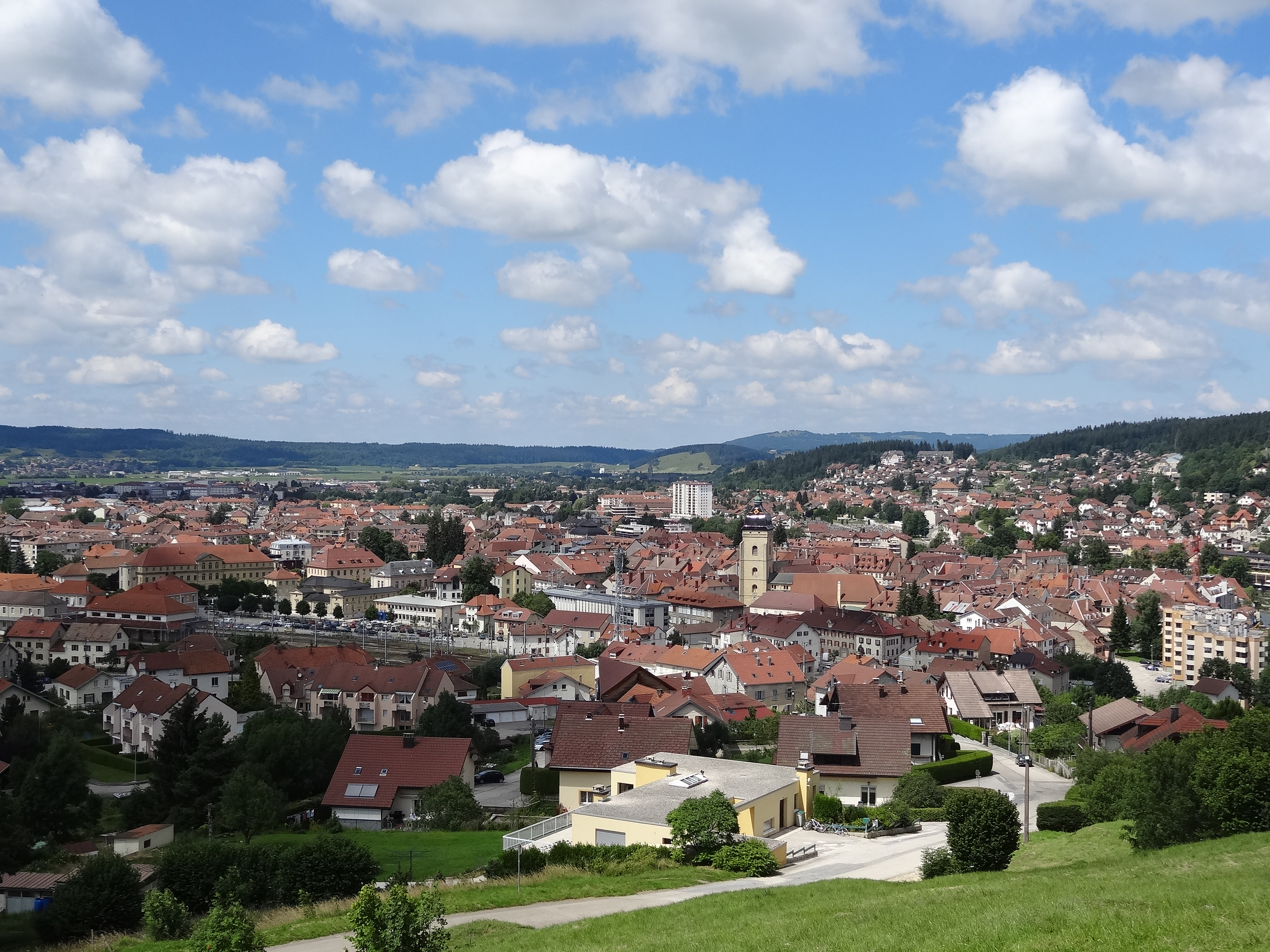
Vue sur Pontarlier depuis la chapelle.
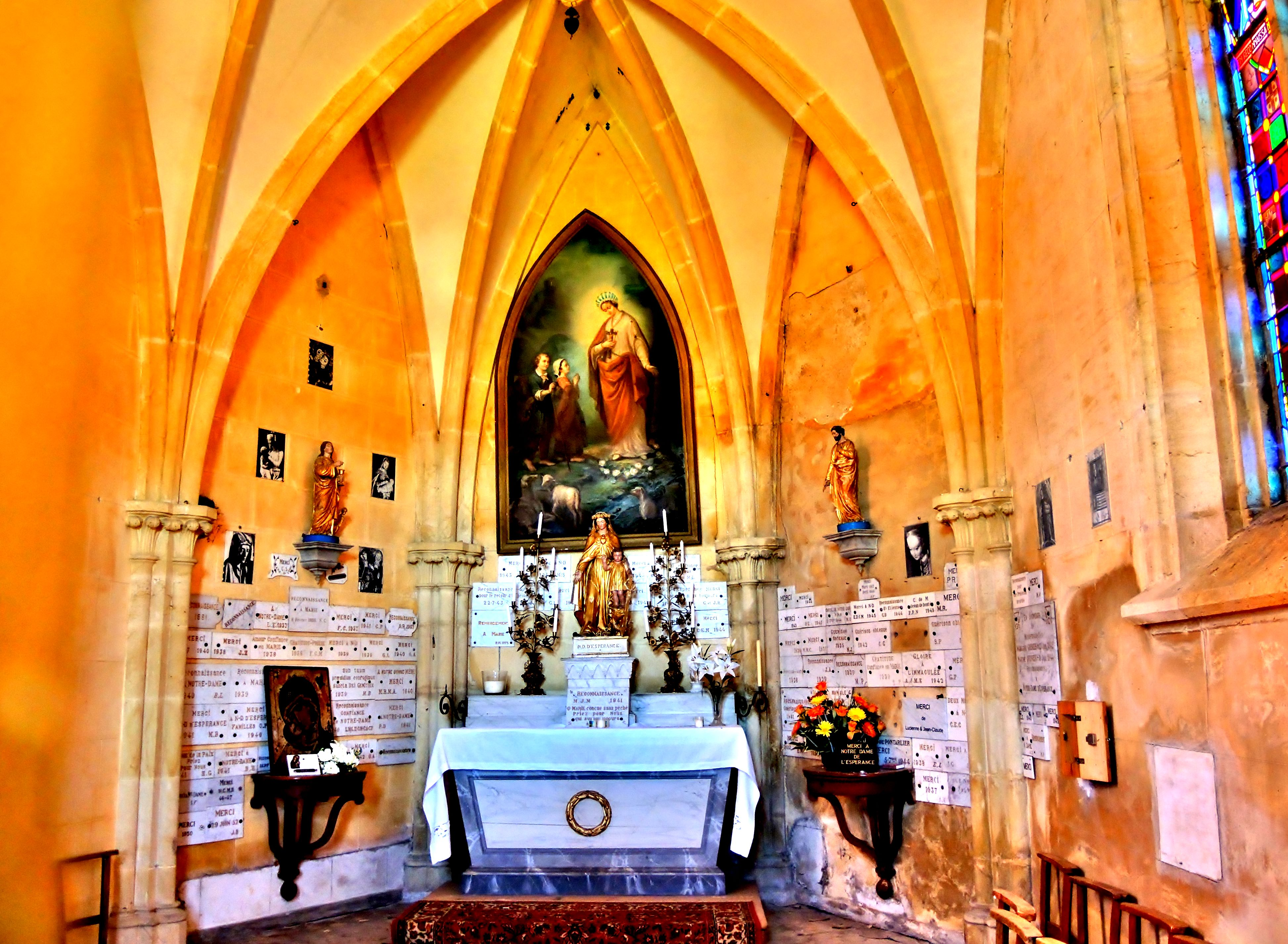
Intérieur de la chapelle.